# Luchmon Sing
Luchmon Sing, geboren als Jogessur Sing Luchmon (Brits-Indië, 20 januari 1870 – Bombay, 11 januari 1922), was een Surinaams ondernemer en voormalig contractarbeider van Hindostaanse afkomst die zich in 1894 na vijf jaar contactarbeid in Paramaribo vestigde als winkelier en handelaar.

## Biografie
Luchmon Sing immigreerde met het schip de Ganges van Brits-Indië naar Suriname. Hij ging op 20 januari 1889 in Calcutta aan boord en kwam op 23 april 1889 aan in Paramaribo. Hij was toen 19 jaar oud en 1,61 meter lang, en kwam voort uit de hoogstaande kaste Thakur (Rajput). Hij werkte als contractarbeider op de plantage Alliance in Commewijne. Een andere reiziger aan boord was zijn toekomstige vrouw Bagesurri.
Na afloop van het vijfjarige contract opende hij een winkel in Paramaribo. Hij importeerde goederen uit zijn geboorteland, zoals asamzijde voor maatpakken, en kocht plantages en panden. Hij ontwikkelde zich tot een van de rijkste kooplieden uit die tijd en werd gewaardeerd door andere immigranten en het koloniale bestuur.
Hij was ook actief in het verenigingsleven, waaronder als commissaris en voorzitter van de Surinaamsche Immigranten Vereniging, die immigranten bijstond op zedelijk, verstandelijk en stoffelijk gebied. Als lid van het plaatsingscomité droeg hij bij aan de totstandkoming van het borstbeeld van Barnet Lyon, die lange tijd agent-generaal voor de Immigratie was geweest en derhalve verantwoordelijk voor de immigranten.
Hij was op 10 januari 1922 op zakenreis in Bombay in zijn geboorteland toen hij daar anderhalve week voor zijn 52e verjaardag overleed.

## Borstbeeld
Op 22 oktober 1923 werd ter nagedachtenis een borstbeeld van hem onthuld in het Anjisa Oso Bosmanshuis aan de Waterkant. Het beeld werd ternauwernood gered tijdens de brand van het ernaast gelegen politiebureau tijdens de staatsgreep van 1980. Sinds 2003 staat het beeld in het verenigingshuis Suriname Hindi Parishad aan de Hindilaan.